# L'ultimo selvaggio

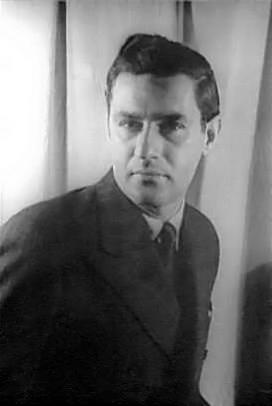
Gian Carlo Menotti, compositeur de L'ultimo selvaggio.

Le Dernier Sauvage
L’ultimo selvaggio (en français Le Dernier Sauvage, en anglais The Last Savage) est un opéra bouffe en trois actes et cinq tableaux de Gian Carlo Menotti, dont le livret original est écrit en italien par le compositeur lui-même. Il a été créé le lundi 21 octobre 1963 à l'Opéra-Comique, salle Favart dans une traduction en français de Jean-Pierre Marty et dans une mise en scène de l'auteur-compositeur.

## Historique
À la suite de cette première, l'ouvrage a été diversement apprécié. René Dumesnil dans Le Monde note : « L'ouvrage et le succès qui l'accueillit sont tels qu'on les attendait. (...) Son langage harmonique est clair et son opéra bouffe n'est certes pas une de ces œuvres abstruses nécessitant des efforts pour en pénétrer le mystère. Il a le sens de la parodie et, vers le milieu de l'ouvrage, il l'a montré avec beaucoup d'à-propos. Je me bornerai à constater que le public prit plaisir à l'entendre. » . Le Figaro le considère comme « une misère » et le ridiculise.
La première américaine a lieu au Met à New York le 23 janvier 1964 : bien que la qualité des chanteurs ait été soulignée par la critique américaine, la réponse globale a été encore une fois négative. Une thèse de Cynthia Lisa Dretel, intitulée « Gian Carlo Menotti’s The Last Savage: Opera, Science, and Relevance in Cold War American Culture » publiée en 2022, revient de manière très détaillée sur le rejet américain de l'oeuvre, relevant que « When The Last Savage opera premiered, dismissive critics shunned serious engagement with composers like Menotti, who wrote for mass audiences. In the public forum, the 1960s reviews held the last word on The Last Savage, as positive reviews faded into obscurity. ». Menotti aurait donc été méprisé par les critiques européens parce qu'il écrivait des ouvrages trop populaires et les USA n'auraient retenu que ces critiques négatives sans s'intéresser aux remarques positives comme celles de « Dorle J. Soria called the performance in Paris “witty, romantic, and highly enjoyable” and praised several sections of the score.7 Instead, American critics quoted negative reviews. Paris-based critic Elliot Stein wrote that it was “funny not a minute, often silly and vulgar” and “a watery send-up of second-rate Italianate fin-du-siècle opérette” ».
Quatre mois plus tard, l'opéra est joué en italien, dans sa version originale, à La Fenice, le 15 mai 1964 sous la direction de Carlo Franci. Une version révisée de l'opéra est également donnée au Hawaii Opera Theatre en 1973, avec un accueil critique bien meilleur.
Pour le 70e anniversaire du compositeur, en 1981, l'ouvrage est à nouveau joué, lors du  Spoleto Festival USA, ce festival fondé en 1977 par Gian Carlo Menotti, qui cherchait à créer un équivalent américain au Festival annuel des Deux Mondes de Spoleto, en Italie, qu'il avait fondé en 1958. La mise en scène reprise est celle du compositeur, sous la direction musicale de Christian Badea.

## Argument
Kitty Scattergood est américaine, riche et très gâtée. Son père l'a emmenée dans un royaume hindou pour arranger un mariage avec un prince, fils de l'un de ses amis, le Maharadjah. Mais Kitty y met une condition !
Passionnée d'anthropologie, elle prépare une thèse sur les origines de l'homme pour son doctorat et veut à tout prix découvrir le « dernier sauvage », un primitif préhistorique, dont elle étudiera le comportement et les caractéristiques dans un but scientifique. Elle refuse de se marier avec son promis, le Prince Kodanka, fils d'un Maharajah, ami de son père, avant d'avoir fait cette découverte capitale.
Mr Scattergood demande alors conseil à la femme du Maharajah et cette dernière, la Maharani lui suggère un subterfuge pour tromper la jeune fille et satisfaire son caprice : elle embauchera un "faux" homme préhistorique et le tour sera joué. C'est sa servante Saroual qui lui fournit le cobaye en la personne de son amant, un fermier nommé Abdul, qui rejette d'abord l'idée avant de se laisser séduire moyennant un dédommagement de  100 000 $. Kitty l'exhibe alors d'abord à la Cour indienne avant de l'emmener aux USA, enfermé dans une cage comme une bête.
Mais se prenant au jeu de l'empathie, en étudiant son "sauvage" de près, Kitty finit par s'attacher à lui et décide de le « civiliser » plutôt que d'en faire son objet d'étude et finit par le présenter à son cocktail six mois plus tard pour présenter les réalisations des artistes et scientifiques d'élite qu'elle veut valoriser.
Abdul, pourtant également amoureux de Kitty, n'en peut plus de la situation faussée dès le départ et s'enfuit dans un geste de désespoir en refusant l'argent qui lui a été versé.
Les Scattergood retournent en Inde pour le rechercher et le découvrent réfugié dans une grotte, refusant tous les bienfaits de la civilisation, prônant le retour à l'état sauvage.
Une autre péripétie conduit Scattergood à s'apercevoir que le Prince Kodanka est en fait le fils illégitime qu'il a eu avec la Maharani et qu'il doit rompre les fiançailles de sa fille Kitty qui est, de ce fait, sa demi-soeur. Kodanka se tourne alors vers Sadula tombée amoureuse de lui après le départ d'Abdul. De son côté Kitty réalise qu'Abdul l'aime sincèrement puisqu'il a refusé tout avantage financier en acceptant de la suivre. Elle décide de rester avec lui dans la jungle. Mais l'argent servira quand même... à équiper la grotte de toutes les modernités de l'époque, pour que la civilisation s'invite dans un mode de vie qui représente un compromis.

## Rôles, tessitures et interprètes de la Première
| Rôle | Voix          | Distribution de la première lundi 21 octobre 1963 à l'Opéra-Comique |
| --- | ------------- | ------------------------------------------------------------------- |
| Abdul | Baryton       | Gabriel Bacquier                                                    |
| Kitty | Soprano       | Mady Mesplé                                                         |
| Kodanda | Ténor         | Michele Molese                                                      |
| Sardula | Soprano       | Adriana Maliponte                                                   |
| Le Maharadja | Basse         | Charles Clavensy                                                    |
| La Maharanée | Mezzo-soprano | Solange Michel                                                      |
| Scatergood | Basse         | Xavier Depraz                                                       |
| Et les chanteurs : Michel Lecocq; Claude Delclaux; Jacques Loreau; Jacques Linsolas; Jean Michel; Claude Cales; Georges Alvès; André Daumas; Gérard Dunan; Gérard Chapuis; Claude Genty; André Mallabrera; Robert Andréozzi; Jean-Paul Vauquelin; Maurice Malevsky; Yves Bisson. Costumes et décor : André Beaurepaire |               |                                                                     |

## Analyse
L'ouvrage de Menotti s'inspire des personnages et situations de la Commedia del Arte comme Mozart en son temps, l'avait fait pour ses opéras composés notamment avec son librettiste Da Ponte : ainsi peut-on trouver des comparaisons avec la critique sociale des Noces de Figaro où l'aristocratie fait l'objet d'un portrait très négatif tandis que ce sont les petites gens qui montrent le plus de bon sens et d'humanité. Dans sa thèse, Cynthia Lisa Dretel souligne :« Mozart’s operas, the aristocrats are redeemed and given a second chance, or they experience literal damnation to hell, as in Don Giovanni. Kitty undergoes a personal transformation and, by choosing an uncomplicated life of sincerity with Abdul » (Dans les opéras de Mozart, les aristocrates sont rachetés et bénéficient d’une seconde chance, ou ils subissent une damnation littérale en enfer, comme dans Don Giovanni. Kitty subit une transformation personnelle et, en choisissant une vie simple et sincère avec Abdul). L'auteur résume également ainsi son propos : « La partition éclectique emprunte et subvertit les conventions musicales pour faire découvrir au public chaque période de la musique classique, et démontrer que l’ascension de la musique post-tonale est liée au désir de repousser les limites de la science » dans l'introduction-résumé de sa thèse.
René Dumesnil, de son côté dans son article du Monde qui suit la Première à l'Opéra-Comique souligne : « C'est une sorte d'adaptation aux mœurs modernes de l'Ingénu, avec quelque chose que Jules Verne esquissait dans l'École des Robinsons, c'est un peu l'envers du conte de Voltaire. ».

## Articles et livres
- (en) Opera: A Banal Savage, Time, 31 janvier 1964
- (en) Gian Carlo Menotti, Opera Composer, Dies at 95, Bernard Holland, The New York Times, February 2, 2007
- (en) MENOTTI: IS HE THE 'LAST SAVAGE' IN WORLDS OF ARTS AND FINANCE?, Edward Rothstein, The New York Times, May 28, 1981
- The stages of Menotti par John Ardoin, pages 191-195